# André Gérardin
André Gérardin (Nancy, Meurthe-et-Moselle, 1879 – Nancy, 1953) foi um matemático francês.
Foi um dos nove matemáticos que leu as páginas de prova iniciais e sugeriu melhorias para o primeiro volume de History of the Theory of Numbers de Leonard Eugene Dickson. Neste volume, Dickson e Gérardin anunciaram pela primeira vez que o primo de Mersenne M173 tem o fator 730753.
Gérardin foi palestrante convidado do Congresso Internacional de Matemáticos em Cambridge (1912), Estrasburgo (1920), Bolonha (1928) e Zurique (1932).
Em 1949 Paul Belgodère, diretor (de 1949 a 1986) do Institut Henri Poincaré, comprou a biblioteca matemática que Gérardin mantinha em Nancy.